# Omega (horloge)

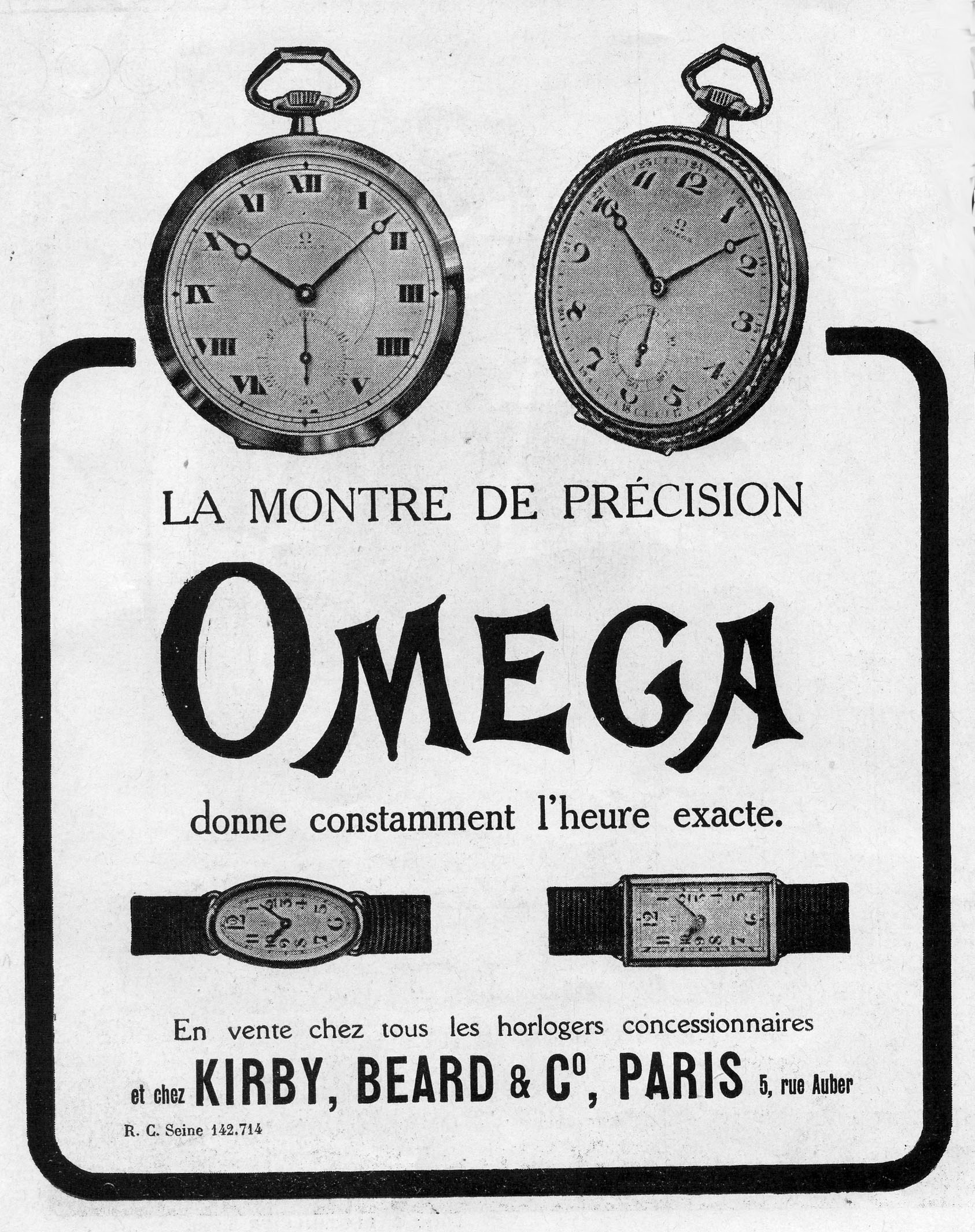
Een Omega-advertentie uit 1923

Omega SA is een prestigieus horlogemerk gevestigd in Zwitserland. Sinds 1998 is het eigendom van de Swatch Group.

## Geschiedenis
Het moederbedrijf van Omega, La Generale Watch Co, werd in 1848 opgericht in La Chaux-de-Fonds, Zwitserland. Louis Brandt assembleerde daar horloges van onderdelen die werden geleverd door lokale ambachtslieden. Hij reisde door Europa om de horloges te verkopen. Nadat Louis Brandt in 1866 overleed, besloten zijn zoons Louis-Paul en Cesar de fabricage van onderdelen en het assembleren tot uurwerk op één plaats te laten doen. Dat gebeurde onder de merknaam 'Omega'. Het leidde tot een horlogefabriek die in 1903, het jaar dat beide broers overleden, negenhonderd mensen in dienst had. Het bedrijf, inmiddels een van de grootste horlogefabrikanten van Zwitserland, werd als 'Omega Watch Co' voortgezet door vier jonge nakomelingen.
Eind jaren 30, begin jaren 40, is het bedrijf actief geweest met de massaproductie van zakhorloges voor militairen van het Derde Rijk. Diverse modellen voor verschillende divisies. Zo had men voor de SS een editie waar ook een koperen box inclusief beeldmerk werd bijgeleverd. Exclusief was het merk destijds nog niet.
Gedurende de daaropvolgende decennia groeide Omega alsmaar door tot het in de jaren 70 de op twee na grootste producent van horloges ter wereld was. Na een aantal moeilijke jaren begin jaren 80 is Omega wederom een bloeiende onderneming.
In 1999 introduceerde Omega als eerste merk in zijn duurste horloges het "coaxiale echappement", een vinding van de Britse horlogebouwer George Daniel. Dat gaf veel minder wrijving en het horloge hoefde daardoor zelden of nooit meer gesmeerd te worden. Het mechanische horloge kreeg zo weer een concurrentiepositie tegenover het kwartshorloge.

## Speciale horloges

### Apollo
De Omega Speedmaster is door NASA in 1965 geselecteerd - na zeer zware tests - om als officieel horloge (de moonwatch) te dienen tijdens alle bemande maan-missies van het Apolloprogramma. De Speedmaster is het eerste horloge dat op de maan is gedragen. Bij de - bijna helemaal mislukte - Apollo 13 missie is een Omega Speedmaster cruciaal geweest in de timing die nodig was om de 3 astronauten vanuit de ruimte weer heelhuids op aarde te krijgen.

### James Bond
Omega wordt geassocieerd met de James Bond-films sinds GoldenEye (1995). De Seamaster-horloges van Omega zijn gebruikt in iedere Bondfilm van GoldenEye tot en met No Time to Die.
In 2002 werd ter ere van het 40-jarige bestaan van de Bondserie een speciale editie uitgebracht van de Omega Seamaster waarvan er maar 10.007 gemaakt werden. In 2006 werd wederom een speciale editie van de Omega Seamaster uitgebracht ter ere van de nieuwe Bondfilm Casino Royale. In 2015 bracht Omega een gelimiteerde editie uit van de Seamaster 300, de Spectre, naar de gelijknamige Bondfilm die toen uitkwam. Er werden 7007 exemplaren van gemaakt.

### Kojak
In de Amerikaanse politieserie Kojak, uit 1973, draagt hoofdrolspeler Telly Savalas, een Omega Time Computer 1, het eerste ledhorloge.